# Уречский сельсовет
Уречский сельсовет (белор. Урэцкі сельсавет) — административная единица на территории Любанского района Минской области Белоруссии. Административный центр — городской посёлок Уречье.
Расположен в 17 км от районного центра — города Любани.

## История
26 августа 2023 года в состав Уречского сельсовета включена территория городского посёлка Уречье.

## Состав
Уречский сельсовет включает 9 населённых пунктов:
- Доросино — деревня.
- Замошье — деревня.
- Крупеники — деревня.
- Нежаровка — деревня.
- Лески — деревня.
- Радуга — посёлок.
- Уречье — городской посёлок
- Хотиново — деревня.
- Чапаево — деревня.